# Corematodus
Corematodus és un gènere de peixos pertanyent a la família dels cíclids.

## Distribució geogràfica
Es troba a l'Àfrica oriental.

## Taxonomia
- Corematodus shiranus (Boulenger, 1897)[3]
- Corematodus taeniatus (Trewavas, 1935)[4][5][6][7][8][9]